# 陈居敬 (清朝)
陈居敬，清朝政治人物。

## 生平
1816年接替张敏求任奉贤县知县一职，1817年由张先甲接任。